# Chanoines réguliers de Notre-Sauveur
 (mai 2016).
Les chanoines réguliers de Notre-Sauveur sont un institut de vie consacrée de chanoines réguliers principalement répandus en Lorraine et disparus à la Révolution française.

## Historique
Dans le climat de réforme de la vie religieuse à la suite du concile de Trente, Jean des Porcelets de Maillane, évêque de Toul, veut réformer et unir les différentes communautés de chanoines de son diocèse. Pour mener à bien son projet, il se tourne vers Pierre Fourier, chanoine de l'abbaye de Chaumousey et curé de Mattaincourt. Fourier prépare les statuts de l'institut et choisit l'abbaye Saint-Rémy de Lunéville comme siège du noviciat. Les premiers aspirants prennent l'habit religieux le 2 février 1623 et prononcent leurs vœux le 25 mars 1624. Les premières abbayes à rejoindre la congrégation sont celles de Saint-Pierremont, Domèvre-sur-Vezouze,Saint Nicolas de Verdun ; Belchamp et Saint-Léon de Toul. Pour la formation des profès religieux, Fourier ouvre en 1627 une maison d'études à Pont-à-Mousson. 
L'institut est érigé canoniquement par une bulle papale du 2 novembre 1628. Malgré cette reconnaissance, les chanoines réguliers de Notre-Sauveur ont du mal à s'implanter hors de la Lorraine car dans la France voisine, l'autorité royale soutient la congrégation de Sainte-Geneviève.  
Le ministère des chanoines était initialement le soin des paroisses. La congrégation, dirigée par le supérieur général Jean Terrel, multiplie ensuite les expériences éducatives en créant des collèges, notamment à Saint-Mihiel et à Aoste (en Piémont) durant l'année 1643. Elle développe également sa présence dans les paroisses de Lorraine. Les successeurs de Terrel  engagent ensuite la congrégation vers des objectifs séculiers avec la fondation d'un petit séminaire à Dommartin-lès-Ville-sur-Illon et la paroisse Saint-Louis de Strasbourg.  
La fin de la période est marquée par une mise en sommeil de ces établissements tandis que la commende fait son retour dans les abbayes à mesure que la Lorraine se rapproche de la France, sous le règne de transition de Stanislas Leszczynski. Le repli s'opère également sur le plan international, avec l'abandon de la prévôté de Saint-Gilles de Verrès en 1719 puis le départ du collège d'Aoste en 1748. 
Les affrontements grandissent dans la congrégation entre les tenants de la régularité monastique, et les partisans d'une sécularisation plus prononcée. Les réformateurs l'emportent en élisant Joseph de Saintignon à la tête de la congrégation en 1772. Les principaux collèges jésuites de Lorraine sont alors confiés par la monarchie française à la congrégation. Fondée en 1776, l'École royale militaire de Pont-à-Mousson est confiée aux Chanoines réguliers. La congrégation, dans une pétition lancée par l'abbaye Notre-Dame d'Autrey, demande sa sécularisation au cours de la Révolution. Beaucoup de ses membres continuent à enseigner ou deviennent curés de l'Église constitutionnelle après la dissolution de la congrégation en 1791.

## Tentative de refondation auXIXesiècle
Au milieu du XIXe siècle, le R.P. Jean-Baptiste Vautrot, professeur du Grand Séminaire de Verdun, nommé directeur d'une maison de prêtres auxiliaires établis au sanctuaire de Benoite-Vaux (diocèse de Verdun) reconstitue la Congrégation des Chanoines réguliers de Lorraine  sous le nom de « Clercs réguliers de Notre-Sauveur ». Avec le soutien de Mgr Rossat, évêque de Verdun, le projet reçut un commencement d'exécution le 1er septembre 1851. Le 28 juillet 1854, Pie IX loue publiquement le dessein tout en remettant l'approbation formelle à une date ultérieure. Les premiers postulants firent leur noviciat sous la direction de M. le Chanoine de Rivaz, de l'abbaye Saint-Maurice d'Agaune. Le 27 décembre 1855, Mgr Rossat reçoit les premières professions. Le noviciat est installé dans la maison Sainte-Claire près de l'église Saint-Victor de Verdun.
Le but de cette congrégation était d'unir à la vie conventuelle le ministère pastoral sous toutes ses formes, notamment la direction de paroisses.
En 1861, Mgr Caverot, évêque de Saint-Dié, donne une lettre d'institution à ces religieux pour la cure de Chaumousey où Pierre Fourier fut administrateur  avant d'exercer à Mattaincourt (1595-1597). Ils administrent ainsi la paroisse de Chaumousey jusqu'en 1879. Un projet d'union entre la congrégation et le cure de Mattaincourt fut également évoqué mais sans concrétisation à la suite du départ de Mgr Caverot pour Lyon. En concurrence avec les Chanoines de Latran implantés à Mattaincourt, les Clercs Réguliers ne parviennent jamais véritablement à s'imposer dans l'espace religieux lorrain.
On trouve au nombre de ces religieux le R.P. Jules Rogie, auteur d'une Histoire du B. Pierre Fourier, le R.P. Adnot qui a traduit et annoté pour le Comité d'histoire vosgienne le Cartulaire de l'Abbaye de Chaumousey, le R.P. Joseph Corda (1840-1913) à l'origine de la reconstruction de l'église de Chaumousey dans les Vosges, le R.P. Henri Fournel, le R.P. Quivaux. La congrégation disparaît peu après la Première Guerre mondiale (1919) avec le décès du R.P. Bouchon, dernier des religieux.
Jules Rogie au XIXe siècle et Cédric Andriot au début du XXe siècle ont retracé l'histoire de cette congrégation.

## Expansion (liste par ordre alphabétique de lieux)
- Collège Saint-Bénin d'Aoste (1643-1748)
- Abbaye Notre-Dame d'Autrey (1656-1791)
- Abbaye de Belchamp (1626-1791)
- Abbaye de Chaumousey (1653-1791)
- Abbaye de Domèvre-sur-Vezouze (1625-1795)
- Petit séminaire de Dommartin-lès-Ville-sur-Illon (1685-1791)
- Collège d'Epinal (1776-1791)
- Prieuré d'Hérival (1747-1791)
- Mission du Tholy (1664-1791)
- Abbaye Saint-Rémy de Lunéville (1622-1791)
- Collège Saint-Louis de Metz (1737-1791)
- Collège de Mirecourt (1657-1663)
- Hospice de Nancy (1715-1776)
- Collège de Nancy (1776-1791)
- Séminaire de Pont-à-Mousson (1627-1776)
- École royale militaire de Pont-à-Mousson (1776-1793)
- Abbaye Saint-Maurice d'Agaune (1672-1675)
- Collège de Saint-Mihiel (1643-1791)
- Abbaye de Saint-Pierremont (1625-1791)
- Collège de Sarre-Union (1780-1791)
- Collège de Sion (1661-1662)
- Maison Saint-Louis en l'église Saint-Louis de Strasbourg (1687-1791)
- Abbaye Saint-Léon de Toul (1627-1791)
- Abbaye Saint-Nicolas-des-Prés de Verdun (1625-1791)
- Prévôté Saint-Gilles de Verrès (1647-1719)